# 鳳崗吟社
鳳崗吟社，又名鳳崗詩社、鳳岡吟社，為台灣日治時期創辦於台南廳鳳山支廳（今高雄市鳳山區）的傳統詩社。1911年（明治四十四年）由林靜觀、李冰壺等人創立。社長陳皆興。1924年（大正十三年）以前，曾與礪社、旗津吟社共組「三友吟會」，每兩個月輪值一次。